# Alex Acker
Alexander Maurice Acker, detto Alex (Compton, 21 gennaio 1983), è un ex cestista e allenatore di pallacanestro statunitense naturalizzato italiano, di ruolo guardia.

## Biografia
È sposato con Nazarena Terraneo. La coppia ha due figlie: Alexandria Natalia (Lexi) e Leah.
Nell'agosto 2016, dato che sua moglie è italiana di Cantù, ha acquisito la cittadinanza italiana, ma per la Serie A italiana può essere schierato comunque solo con lo status di comunitario.

## Carriera
Svincolatosi dalla Scandone Avellino, il 10 ottobre 2016 si aggrega alla Pallacanestro Cantù per gli allenamenti.
Il 27 ottobre 2016 viene ufficialmente ingaggiato dalla Pallacanestro Cantù con un contratto annuale.
Il 25 ottobre 2017, Acker firma con l'Apollon Patrasso.
Il 26 novembre 2019 annuncia il ritiro dal basket giocato, dopo aver militato nella stagione precedente in Francia.
Il 4 luglio 2020 viene ufficializzato nella Pallacanestro Gallaratese nella Serie C italiana di pallacanestro.

## Palmarès
- Campionato francese: 1

Limoges CSP: 2013-14

### Individuale
- LNB Pro A MVP finali: 1

Limoges CSP: 2013-14